# 本田英一
本田 英一（ほんだ えいいち、1950年12月22日 - ）は、日本の実業家。コープこうべ理事長、日本生活協同組合連合会会長。

## 人物・経歴
福岡県出身。熊本県立熊本高等学校を経て、1974年神戸大学法学部卒業、灘神戸生活協同組合（現コープこうべ）入職。1997年経営企画室長。2001年常任理事に昇格。2005年常務理事。2007年専務理事。2011年組合長理事。2011年兵庫県生活協同組合連合会会長理事。2015年日本生活協同組合連合会副会長。2017年から日本生活協同組合連合会代表理事会長を務め、第2次中期方針に則し、行政との連携などにあたった。